# Ronja
Ronja ist ein weiblicher Vorname, der durch die Hauptfigur eines schwedischen Kinderbuchs bekannt wurde. Ronja war im deutschsprachigen Raum bis in die 1980er Jahre selten als weiblicher Vorname anzutreffen, wurde danach aber recht populär.

## Herkunft, Bedeutung und Verbreitung
Im Russischen ist Ronja (Роня) eine Koseform von Veronika (Вероника). Diesen Namen trägt die jüdische Heldin des amerikanischen Romans The Candlesticks and the Cross von 1967 (deutsch Mit dem Herzen einer Wölfin, 1969) von Ruth Freeman Solomon, der in der Ukraine spielt.
Signifikante Verbreitung in Skandinavien – und danach in Deutschland – erlangte der Name erst ab 1981 nach der Veröffentlichung des Kinderbuchs Ronja rövardotter, dt. Ronja Räubertochter von Astrid Lindgren. Lindgren entlehnte den Namen allerdings nicht aus dem russischen Namensschatz, sondern leitete ihn vom samischen Namen eines Sees in Nordschweden (des Juronjaure) ab, den sie in einem Straßenatlas gefunden hatte.
Im babylonischen Talmud ist ein hebräischer Name Ronja zu finden, hierbei handelt es sich jedoch um einen Männernamen. Dieser ist zusammengesetzt aus hebräisch רִנָה ron „Freude, Jubel, Lied“ und יָהוּ jāhû, einer Kurzform von „Jahwe“ (JHWH); mithin bedeutet dieser Name „Jahwe ist Freude“ bzw. „mein Gott ist/bringt Freude“. Der Bestandteil -ja in hebräischen Männernamen findet sich z. B. auch in Elija und Jesaja.

## Namensträgerinnen
- Ronja Bichsel (* 2000), Schweizer Unihockeyspielerin
- Ronja Eibl (* 1999), deutsche Mountainbikerin
- Ronja Endres (* 1986), deutsche Politikerin (SPD)
- Ronja Forcher (* 1996), österreichische Schauspielerin
- Ronja Furrer (* 1992), Schweizer Model
- Ronja Mila Hasslinger (* 2001), Schweizer Theater- und Filmschauspielerin, Musicaldarstellerin und Sprecherin
- Ronja Herberich (* 1996), deutsche Schauspielerin
- Ronja Hilbig (* 1990), deutsche Sängerin
- Ronja Jansen (* 1995), Schweizer Politikerin (Juso/SP)
- Ronja Kemmer geb. Schmitt (* 1989), deutsche Politikerin
- Ronja Klinger (* 2000), österreichische Beachvolleyball- und Volleyballspielerin
- Ronja Maltzahn (* 1993), deutsche Musikerin
- Ronja Merkel (* 1989), deutsche Kunsthistorikerin und Journalistin
- Ronja Perschbacher (* 1972), deutsche Politikerin
- Ronja Peters (* 1989), deutsche Schauspielerin und Synchronsprecherin
- Ronja Prinz (* 1990), deutsche Schauspielerin
- Ronja von Rönne (* 1992), deutsche Autorin
- Ronja Schütte (* 1990), deutsche Ruderin
- Ronja Steinborn geb. Döring (* 1990), deutsche Moderne Fünfkämpferin
- Ronja Stern (* 1997), Schweizer Badmintonspielerin
- Ronja Fini Sturm (* 1995), deutsche Ruderin
- Ronja Zschoche (* 1993), bekannt als Haiyti, deutsche Rapperin
- Ronja Parussel (* 2002), Wasserskiathletin der deutschen Nationalmannschaft

### Form Ronya
- Ronya Othmann (* 1993), deutsche Schriftstellerin